# 维勒沃代
维勒沃代（法語：Villevaudé，法語發音：[vilvode] ⓘ）是法国塞纳-马恩省的一个市镇，属于莫城区。

## 地理
维勒沃代（48°54'50"N, 2°39'55"E）面积9.98 平方千米，位于法国法蘭西島大區塞纳-马恩省，该省份为法国北部内陆省份，北起瓦兹省，西接埃松省、马恩河谷省、塞纳-圣但尼省和瓦兹河谷省，南至卢瓦雷省，东南接约讷省，东临马恩省和奥布省，东北接埃纳省。
与维勒沃代接壤的市镇（或旧市镇、城区）包括：马恩河畔阿内、尚特雷讷河畔布鲁、卡尔讷坦、克莱-苏伊、勒潘、蓬波讷。

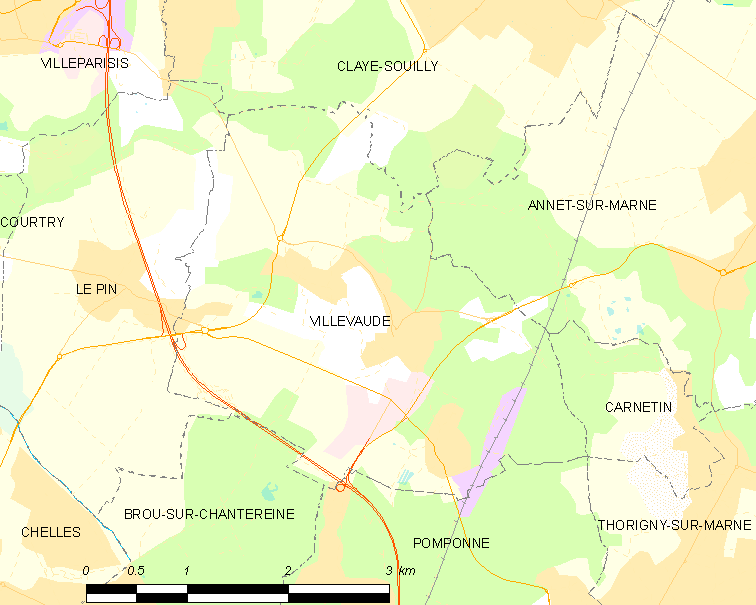
维勒沃代的OSM定位图

维勒沃代的时区为UTC+01:00、UTC+02:00（夏令时）。

## 行政
维勒沃代的邮政编码为77410，INSEE市镇编码为77517。

## 政治
维勒沃代所属的省级选区为维勒帕里西县。

## 人口

1962-2008年间维勒沃代人口变化图示

维勒沃代于2022年1月1日时的人口数量为2114人。